# 2414 Vibeke
2414 Vibeke è un asteroide della fascia principale del diametro medio di circa 31,62 km. Scoperto nel 1931, presenta un'orbita caratterizzata da un semiasse maggiore pari a 3,2007131 UA e da un'eccentricità di 0,1269589, inclinata di 16,75689° rispetto all'eclittica.